# Anton Smirnov
Pour les articles homonymes, voir Smirnov.
Anton Smirnov est un joueur d'échecs australien né le 28 janvier 2001 à Canberra. Grand maître international depuis 2017, il a remporté le tournoi de Crète en octobre 2017, ex æquo avec Alberto David et terminé deuxième du championnat d'Australie en 2018.
Lors de la Coupe du monde d'échecs 2017, il fut éliminé au premier tour après départages par Sergueï Kariakine.
Il a représenté l'Australie lors des olympiades de 2014 et 2016.
Au 1er août 2018, il est le premier joueur australien avec un classement Elo de 2 549 points.